# دامبولا
دامبولا ( (بالسنهالية: දඹුල්ල) Dam̆bulla ، (بالتاميلية: தம்புள்ளை) تامبوغاي ) هي مدينة تقع في ماتالي، مقاطعة سريلانكا الوسطى، وتقع 148 كيلومتر (92 ميل) شمال شرق كولومبو و 72 كيلومتر (45 ميل) شمال كاندي . نظرًا لموقعها في تقاطع رئيسي فهي مركز توزيع الخضروات في البلاد.
من أهم الوجهات السياحية في المنطقة هو مجمع المعابد الكهفية ويعتبر الأكبر والأفضل في سريلانكا. استاد رانجيري دامبولا الدولي وتم بنائه في 167 يومًا فقط. تضم المنطقة أيضًا أكبر سلسلة جبال من الكوارتز الوردي في جنوب آسيا ، وغابة إيرون إيرون أو نا أويانا آرانا.
يعد موقع الدفن ما قبل التاريخ إيبانكوتاوا (Ibbankatuwa) بالقرب من مجمعات معبد كهف دامبولا هو أحدث موقع أثري ذو أهمية تاريخية في دامبولا، والذي يقع ضمن 3 كيلومتر (1.9 ميل) من معابد الكهف التي تقدم أدلة على وجود حضارات محلية قبل فترة طويلة من وصول النفوذ الهندي على الدولة الجزيرة.

## التاريخ
يُعتقد أن المنطقة مأهولة بالسكان منذ القرن السابع إلى الثالث قبل الميلاد. يرجع تاريخ التماثيل واللوحات في هذه الكهوف إلى القرن الأول قبل الميلاد. لكن اللوحات والتماثيل تم ترميمها وإعادة طلاؤها في القرن الحادي عشر والثاني عشر والثامن عشر. وفرت الكهوف في المدينة ملاذاً للملك فالاجامبا ( المعروف أيضًا باسم فاتاجاميني أبهايا ) في منفاه الذي دام 14 عامًا من مملكة أنورادابورا . الرهبان البوذيون الذين كانوا يتأملون في كهوف دامبولا في ذلك الوقت وفروا حماية للملك المنفي من أعدائه. عندما عاد الملك فالاجامبا (Valagamba) إلى العرش في المملكة في القرن الأول قبل الميلاد أمر ببناء معبد صخري رائع في دامبولا امتنانا للرهبان على مساعدتهم.
في موقع دفن إيبانكاتوا قبل التاريخ بالقرب من دامبولا، تم العثور على هياكل عظمية بشرية ما قبل التاريخ (2700 سنة) وكان هذا خير دليل على الحضارات التي عاشت قبل وقت طويل من وصول البوذية في سريلانكا . تم اكتشاف أدلة على الأشخاص القدامى الذين عاشوا على الزراعة في هذه المنطقة منذ أكثر من 2700 عام حسب نتائج علماء الآثار.
كانت المدينة تعرف في وقت سابق باسم دامبالاي Dhamballai . كان يحكمها ملوك مثل رجا رجا تشولا ، وراجندرا شولا، إلخ وكان الاسم المتداول خلال فترة ولايتهم في أواخر القرن العاشر وبداية القرن الحادي عشر.

## كهف المعبد في دامبولا
إنه أكبر وأفضل مجمع للمعابد المحفورة في الكهوف في سريلانكا. قد تصل ارتفاع أبراج الصخرة إلى 160 متر (520 قدم) مقارنة بالسهول المحيطة. هناك أكثر من 80 كهف موثق في المنطقة المحيطة. 5 كهوف رئيسية تجذب السياح وتحتوي على تماثيل ولوحات ترتبط هذه اللوحات والتماثيل ببوذا وحياته. هناك ما مجموعه 153 تماثيل لبوذا، 3 تماثيل للملوك السريلانكيين و 4 تماثيل لآلهة الهندوسية فيشنو وغانيش . تغطي الجداريات مساحة 2100 متر مربع. تشمل الصور الموجودة على جدران الكهوف إغراء بوذا للشيطان مارا وعظة بوذا الأولى .
وتعتبر المدينة نقطة انطلاق للسياح للجولات السياحية للمعالم الأثرية المحيطة بدامبولا.

## رياضات

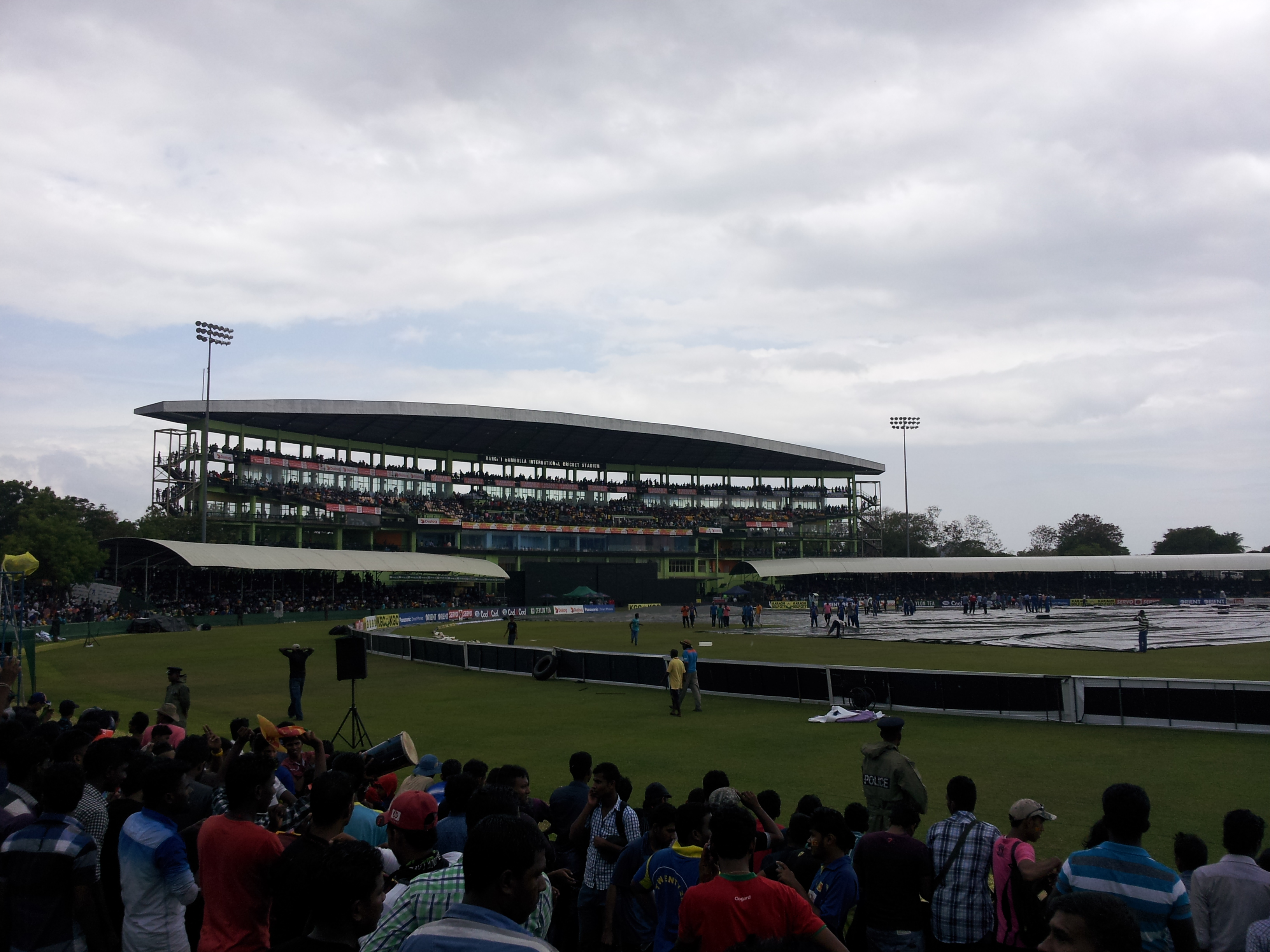
ملعب رانجيري دامبولا الدولي في عام 2014 أثناء مباراة ODI

يقع ملعب رانجيري دامبولا الدولي للكريكيت في منطقة خلابة في ضواحي المدينة.